# طويلات الزعانف
طويلات الزعانف (الاسم العلمي:†Longipinnati) هي رتيبة من الإكصورات. وضع هذا التصنيف في عام 1948 من قبل فريدريك فون هيون حيث أشار إليها كمجموعة من جميع الإكصورات ذات الزعانف الطويلة.

## التصنيف
- أصنوفة طويلات الزعانف
  - فصيلة مثقوبات الظنبوب
  - فصيلة زورقي الفقار
  - أصنوفة عظائيات مريام
    - فصيلة عظايا مريام
    - فصيلة Besanosauridae
    - فصيلة عظاءات جبل شاستا
    - فصيلة Shonisauridae
    - فصيلة عظايا كاليفورنيا
    - أصنوفة صغيرات الحوض
      - فصيلة Hudsonelpidiidae
      - فصيلة الماكغونيات
      - أصنوفة إكصورات حديثة
        - فصيلة زاحفات قاطعة الأسنان
        - فصيلة سابحات رقيقة
        - فصيلة لويثانات شوابيا
        - أصنوفة عظائيات تونية
          - فصيلة الإكصورات
          - فصيلة Stenopterygiidae
          - فصيلة Ophthalmosauridae